# Sonate K. 72
Pour les articles homonymes, voir K72.
La sonate K. 72 (F.32/L.401) en ut majeur est une œuvre pour clavier du compositeur italien Domenico Scarlatti.

## Présentation
La petite sonate K. 72 est stylistiquement apparentée aux deux sonates précédentes. Elle semble appartenir à une série de sonates antérieures aux Essercizi, figurant dans le manuscrit de Venise XIV et copiées en 1742. Elle reprend la veine de la toccata (comme les sonates précédentes), dans une écriture en imitation et un déroulement sans surprise.
Ces éléments de style ont poussé le musicologue italien Giorgio Pestelli à faire remonter ces trois pièces à la période vénitienne (1705–1709) ou romaine (1709–1719) du musicien, avançant l’hypothèse selon laquelle la sonate K. 72 est peut-être la première des sonates composées par Scarlatti (sonate no 1 de son catalogue). Mais aucun élément concret ne vient confirmer ou infirmer cette idée.

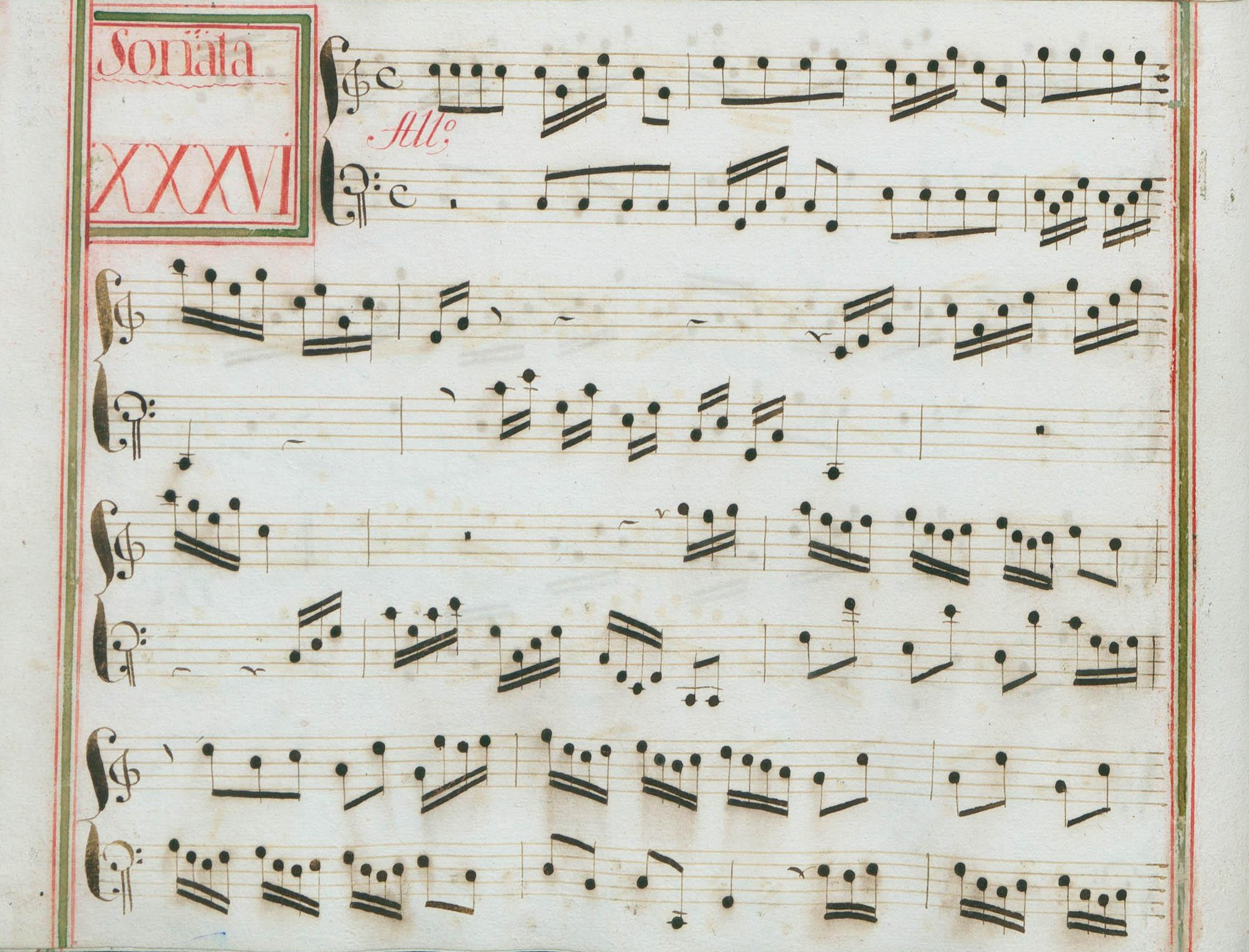
Début de la sonate, extraite du volume XIV du manuscrit de Venise.

## Manuscrit
Le manuscrit principal est le numéro 36 du volume XIV de Venise (1756), copié pour Maria Barbara.

## Interprètes
Cette sonate est peu jouée. L'ont enregistrée Danièle Dechenne (nl) (1979, Musical Heritage Society), Nikolaï Demidenko (2003, AGPL), Alexandre Tharaud (2010, Virgin) et Orion Weiss en 2013 (Naxos, vol. 15). Au clavecin elle est défendue par Eliza Hansen (1953), Scott Ross (Erato, 1985), Richard Lester (2005, Nimbus, vol. 6), Stefano Innocenti (2013, Brilliant Classics) ; et au pianoforte par Laura Alvini.

## Sources
: document utilisé comme source pour la rédaction de cet article.
- Ralph Kirkpatrick (trad. de l'anglais par Dennis Collins), Domenico Scarlatti, Paris, Lattès, coll. « Musique et Musiciens », 1982 (1re éd. 1953 (en)), 493 p. (OCLC 954954205, BNF 34689181).
- Alain de Chambure, « Domenico Scarlatti : Intégrale des sonates — Scott Ross », Erato (2564-62092-2), 1985 (OCLC 891183737) .
- (en) Jacqueline Esther Ogeil (thèse de doctorat), Domenico Scarlatti : a contribution to our understanding of his sonatas through performance and research, University de Newcastle, 2006, 169 p. (lire en ligne), p. 24–29.